# Kod bajtowy
Kod bajtowy (ang. bytecode) – nazwa reprezentacji kodu używanej przez maszyny wirtualne oraz przez niektóre kompilatory. Kod składa się z ciągu instrukcji (których kody operacji mają zwykle długość jednego bajta, stąd nazwa), które nie odpowiadają bezpośrednio instrukcjom procesora i mogą zawierać instrukcje wysokiego poziomu (takie jak np. stwórz obiekt klasy X, połącz dwa łańcuchy itd.), jednak w przeciwieństwie do kodu źródłowego wymagają analizy tylko pojedynczych poszczególnych operacji.
W przeciwieństwie do maszyn fizycznych, które prawie zawsze są maszynami rejestrowymi, większość (choć nie wszystkie) maszyn wirtualnych to maszyny stosowe.

## Języki i środowiska wykorzystujące kod pośredni
Do najbardziej znanych języków programowania wykorzystujących kod pośredni zaliczyć można:
- Java (Kod bajtowy Javy),
- Perl (Kod bajtowy Perla),
- Python,
- C#,
- OBA w środowisku .NET

oraz urządzenia z systemem Android, które wykorzystywały do wersji 4.4 KitKat maszynę wirtualną Dalvik

### Przykład

#### Python
```
>>>
 
import
 
dis
 
#"dis" - Disassembler of Python byte code into mnemonics.

>>>
 
dis
.
dis
(
'print("Hello, World!")'
)

  
1
           
0
 
LOAD_NAME
                
0
 
(
print
)

              
2
 
LOAD_CONST
               
0
 
(
'Hello, World!'
)

              
4
 
CALL_FUNCTION
            
1

              
6
 
RETURN_VALUE

```

#### Perl
Przykład kodu bajtowego Perla, źródło:
```
sub
 
hello

{

    
print
 
"Hello, "
,
 
$_
[
0
],
 
"\n"

}

$x
 
=
 
"world!"
;

hello
(
$x
)

```

generuje kod pośredniczący funkcji głównej:
```
OP     (0x815e2b0) enter
COP    (0x8168838) nextstate
SVOP   (0x81c9e20) const [5] PV (0x8165508) "world!"
PADOP  (0x8168950) gvsv  GV (0x814ccd4) *x
BINOP  (0x8168810) sassign
COP    (0x81688b8) nextstate
OP     (0x815e270) pushmark
PADOP  (0x81697f8) gvsv  GV (0x814ccd4) *x
PADOP  (0x8168d80) gv  GV (0x814cce0) *hello
UNOP   (0x815e290) entersub [4]
LISTOP (0x8150990) leave [1]
```

oraz procedury hello:
```
COP    (0x8150958) nextstate
OP     (0x81508a8) pushmark
SVOP   (0x8150998) const [3] PV (0x81654f8) "Hello, "
PADOP  (0x8168a00) aelemfast  GV (0x814cbc0) *_
SVOP   (0x8150900) const [4] PV (0x816551c) "\n"
LISTOP (0x8168a58) print
UNOP   (0x81687b0) leavesub [1]
```

#### Java
Przykład kodu w Javie, źródło:
```
outer
:

for
 
(
int
 
i
 
=
 
2
;
 
i
 
<
 
1000
;
 
i
++
)
 
{

    
for
 
(
int
 
j
 
=
 
2
;
 
j
 
<
 
i
;
 
j
++
)
 
{

        
if
 
(
i
 
%
 
j
 
==
 
0
)

            
continue
 
outer
;

    
}

    
System
.
out
.
println
 
(
i
);

}

```

Kompilator Javy generuje następujący kod bajtowy:
```
 0:   iconst_2
 1:   istore_1
 2:   iload_1
 3:   sipush  1000
 6:   if_icmpge       44
 9:   iconst_2
 10:  istore_2
 11:  iload_2
 12:  iload_1
 13:  if_icmpge       31
 16:  iload_1
 17:  iload_2
 18:  irem
 19:  ifne    25
 22:  goto    38
 25:  iinc    2, 1
 28:  goto    11
 31:  getstatic       #84; //Field java/lang/System.out:Ljava/io/PrintStream;
 34:  iload_1
 35:  invokevirtual   #85; //Method java/io/PrintStream.println:(I)V
 38:  iinc    1, 1
 41:  goto    2
 44:  return
```